# MBKセンター
座標: 北緯13度44分44秒 東経100度31分48秒 / 北緯13.74556度 東経100.53000度
MBKセンター(英語: MBK Center）またはマーブンクロンセンター(英語: Mahboonkruong Center)は、タイのバンコク・パトゥムワン区の巨大ショッピングモール。
1985年8月開業。地上8階建て幅は約330m。89000m2の売り場面積を持ち、携帯電話や電気製品、家具などを中心として約2500の店が入居している。開業当時はアジア最大のショッピングモールであった。デュシタニ・グループ(Dusit Thani Group)が経営する。毎日平均で約10万5千人が訪れる。

## 主なテナント

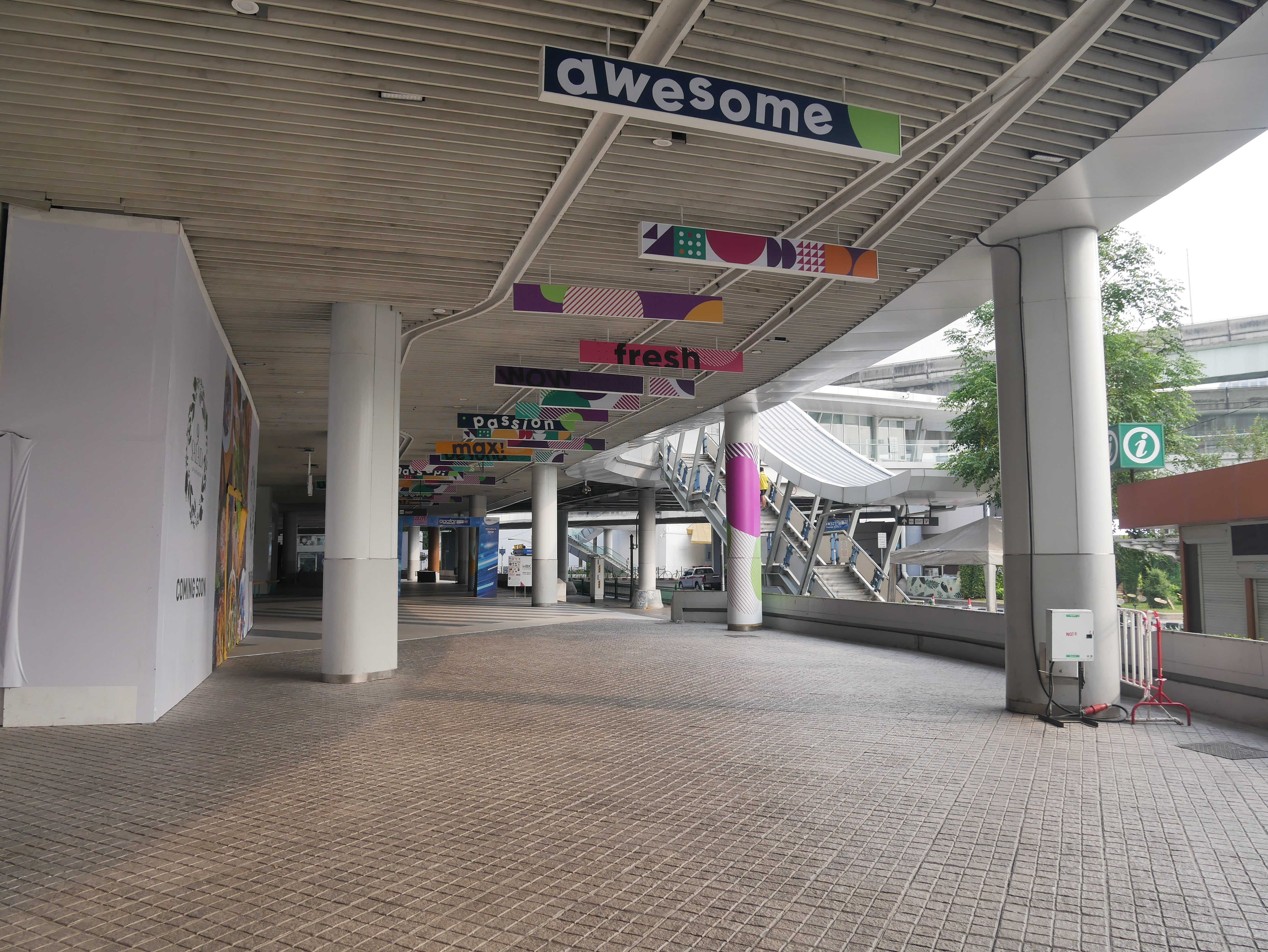
MBK Center in 2022

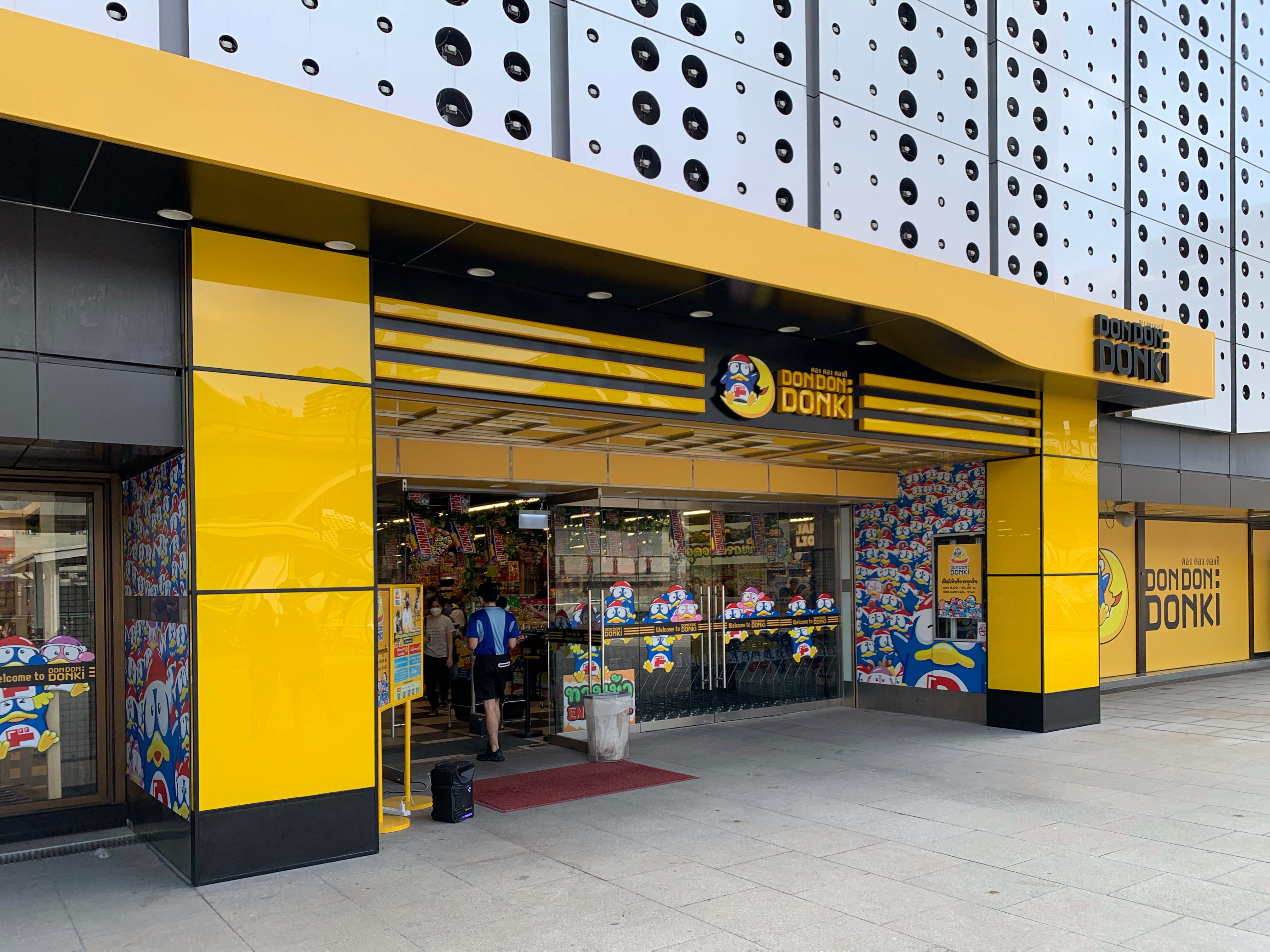
DON DON DONKI MBK Center店

- バンコク東急百貨店（2021年1月31日閉店[1])
- DON DON DONKI MBK Center店（2021年12月21日オープン[2])
- パトゥムワン・プリンセス・ホテル(デュシットホテルズ&リゾーツ)
- SFシネマ（SFグループ）
- トップス・マーケット
- BNK48 Digital Live Studio

## 周辺
ラーマ1世通りとパヤータイ通り の交差点があり、MBKセンターが一角を占めている。

### 最寄り駅
- バンコク・スカイトレインのサナームキラーヘンチャート駅